# Dmitrij Gladkij
Dmitrij Gladkij (19. října 1911 - 27. října 1959) byl politik Moldavské SSR.

## Život
Dmitrij Spiridonovič Gladkij se narodil v roce 1911 a zemřel v roce 1959. Zemřel ve věku pouhých 48 let.
Dmitrij Gladkij byl prvním tajemníkem Komunistické strany Moldavska (25. října 1952 - 7. února 1954).